# Daingean Uí Chúis
Daingean Uí Chúis ([ˈd̪aŋ´ən iː xuːʃ], auch irisch An Daingean [ən ˈd̪aŋ´ən], „die Festung“, oder englisch Dingle) ist ein Ort mit 1671 Einwohnern (2022) auf der Dingle-Halbinsel an einer Meeresbucht des Atlantiks, im Westen der Republik Irland im County Kerry. Obwohl der Ort in der irischsprachigen Gaeltacht liegt, wo seit 2003 nur die irischen Ortsnamen offiziellen Status besitzen, ist der englischsprachige Name nach Forderungen aus der Bevölkerung seit 2011 ebenfalls (wieder) offiziell.

## Stadtgeschichte

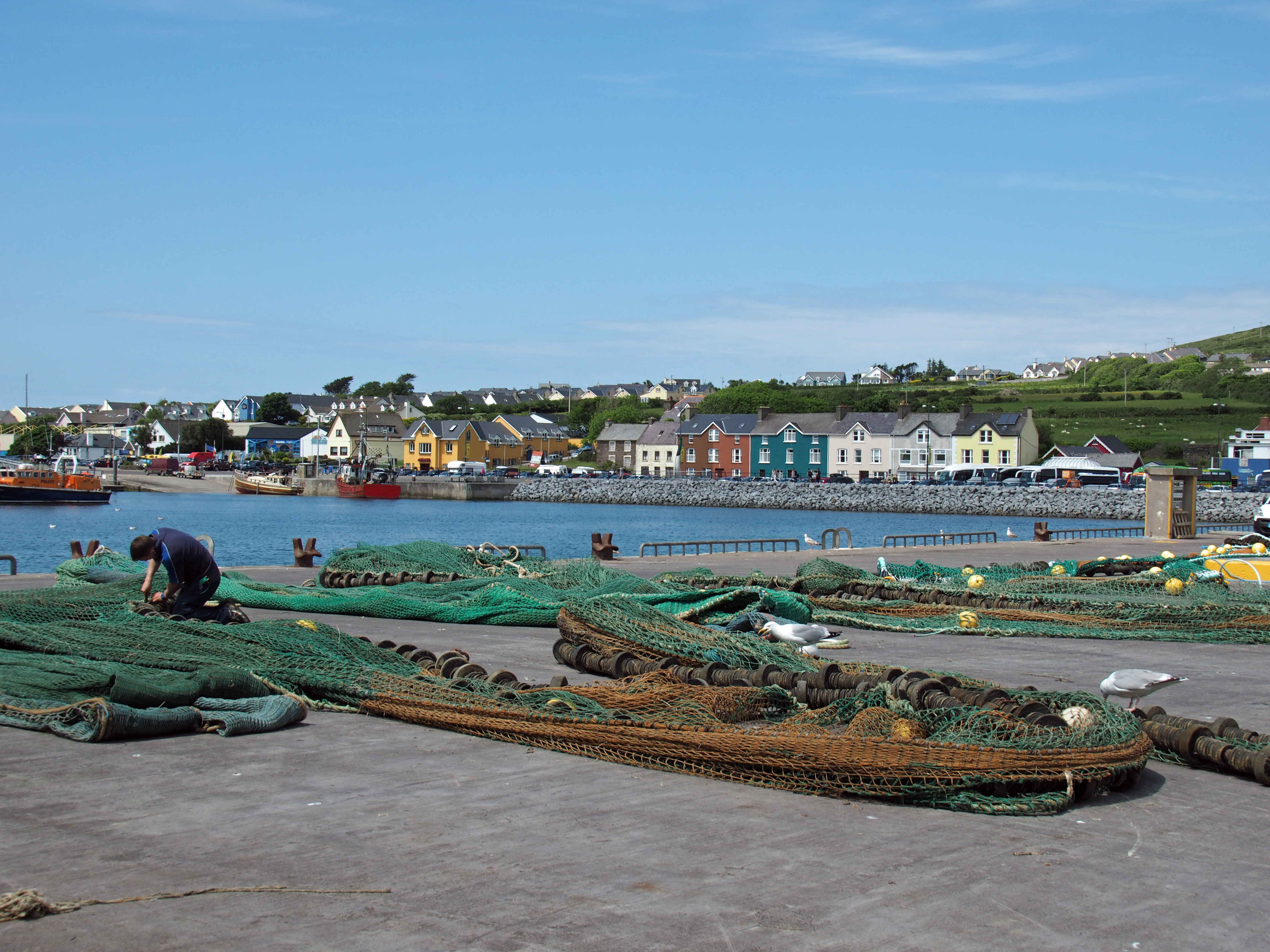
Im Hafen von Dingle sind Schleppnetze ausgelegt

Wann Dingle eine Stadt wurde, ist nicht überliefert. Im Jahre 1607 wurde der Stadt von König Jakob I. ein Statut gegeben, das die von Königin Elisabeth I. von England im Jahre 1585 in Aussicht gestellten Stadtrechte bewilligte, so dass Dingle als Stadt erst 405 Jahre alt ist. Die Stelle wurde jedoch bereits weit früher besiedelt, lange bevor der König das Stadtrecht erteilte. Ihr irischsprachiger Name ist Daingean Uí Chúis, „Ó Cúis’ Festung“. Der Umstand, dass kein Clan der Ó Cúis bekannt ist, führte zu der Annahme, dass der Name eine Verstümmelung von Hussey oder Huysse ist, einer flämischen Familie, die im 13. Jahrhundert hierher kam. In einem Dokument von 1290 wird der Name der Stadt mit Dengynhuysse angegeben. Im Mittelalter bestanden dann innerhalb der Stadt gleich drei Castles, vermutlich nur Tower Houses, die alle nahe der heutigen Ecke Green Street/Main Street gruppiert waren: das Hussey Castle, das Rice Castle und dort, wo sich heute die Bibliothek befindet, stand früher das Dingle Castle (Caisleán na bhFiach), das lange im Besitz der Knights of Kerry war.
Als im 13. Jahrhundert normannische Siedler ankamen, entwickelte sich Dingle schnell zum Handelshafen für Butter, Wolle, Häute, Fisch und Fleisch und als Importplatz für Kohle, Salz, Kleidung und Wein. Bis zum 14. Jahrhundert war es ein irisches Handelszentrum, insbesondere im Austausch mit Spanien und Frankreich. Während der Desmond-Rebellionen zwischen 1569 und 1583 ging die spanische Rolle über die eines Handelspartners hinaus, denn katholische spanische Truppen verbanden sich mit den katholischen irischen Rebellen gegen die protestantischen Engländer. Ihr Eingriff war erfolglos und fast das gesamte spanische und päpstlich-italienische Heer wurde von den Engländern in der Smerwick Bucht (Ard na Caithne) westlich von Dingle im eizenzeitlichen Ringfort Dún An Óir belagert und im sogenannten Smerwick Massaker von 1580 umgebracht. Der Earl of Ormond (Black Earl) ließ Männer, Frauen und Kinder töten, nahm die Viehbestände an sich und zerstörte die Ernten und Häuser auf der Halbinsel.

## Sehenswürdigkeiten und Tourismus

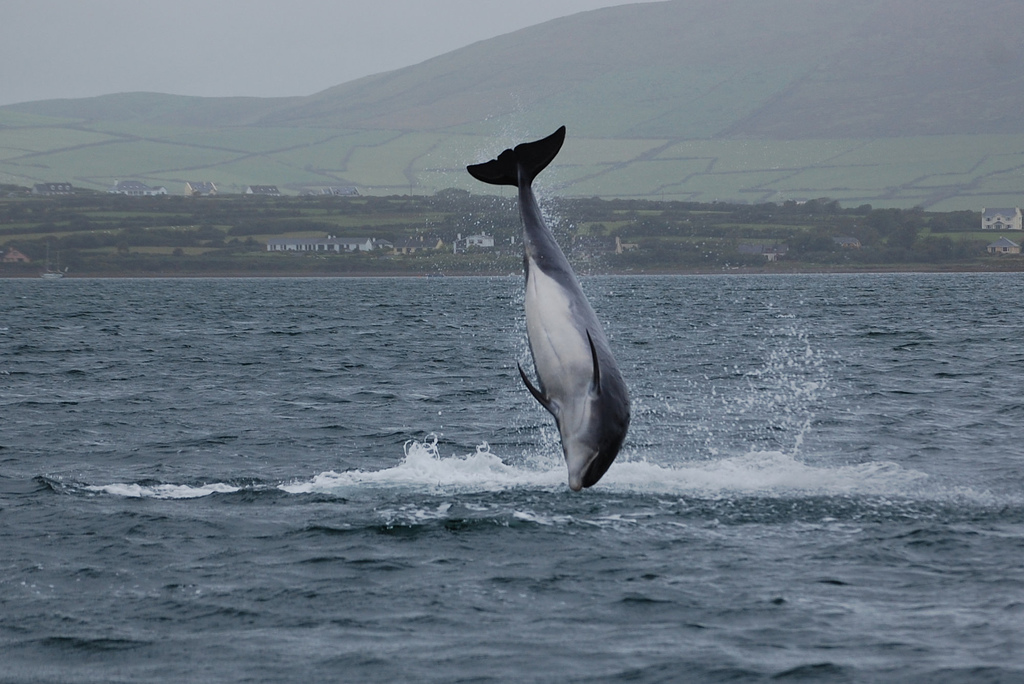
Delphin „Fungie“ in der Dingle Bay

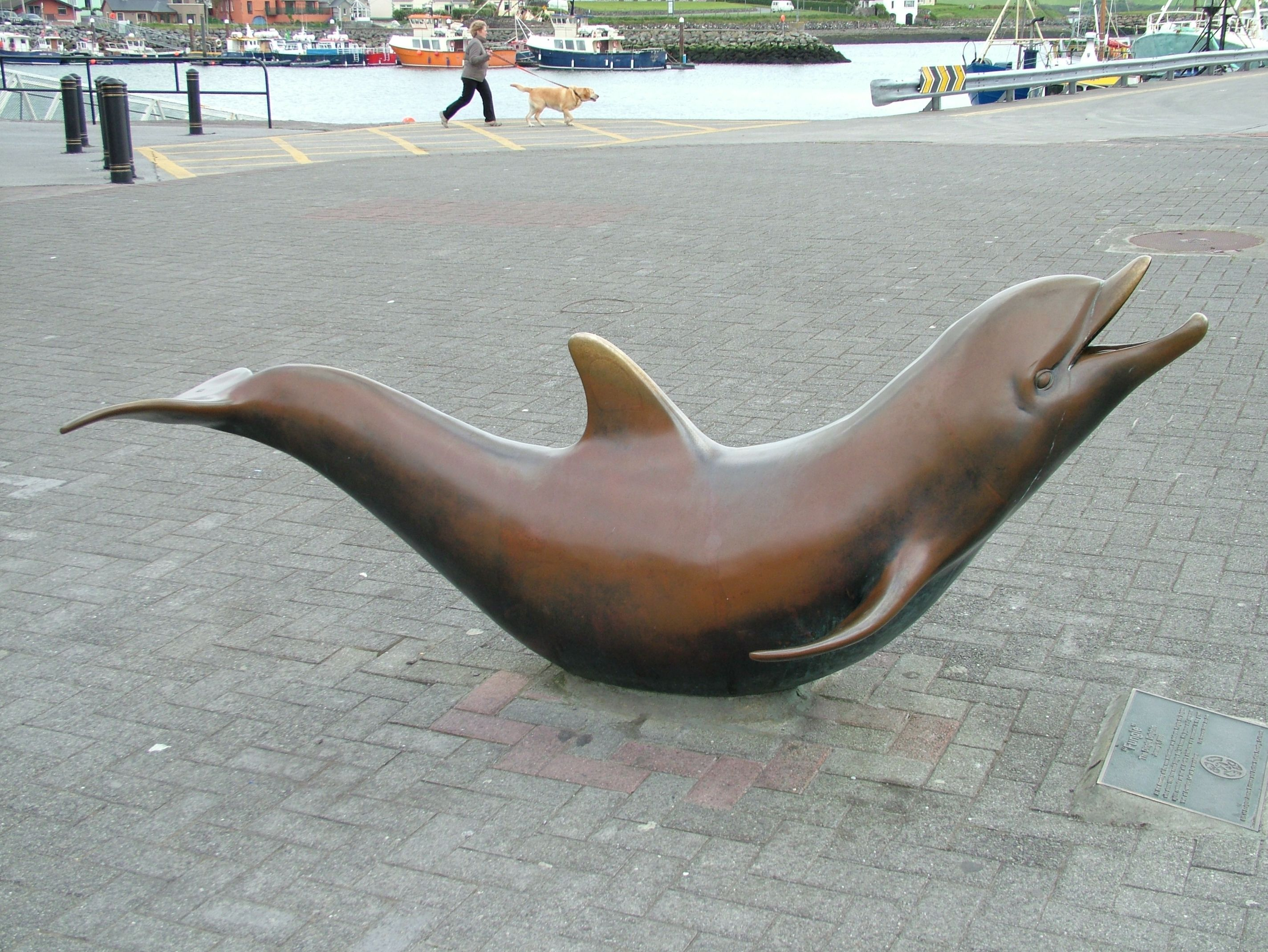
Die Bronzeplastik von „Fungie“

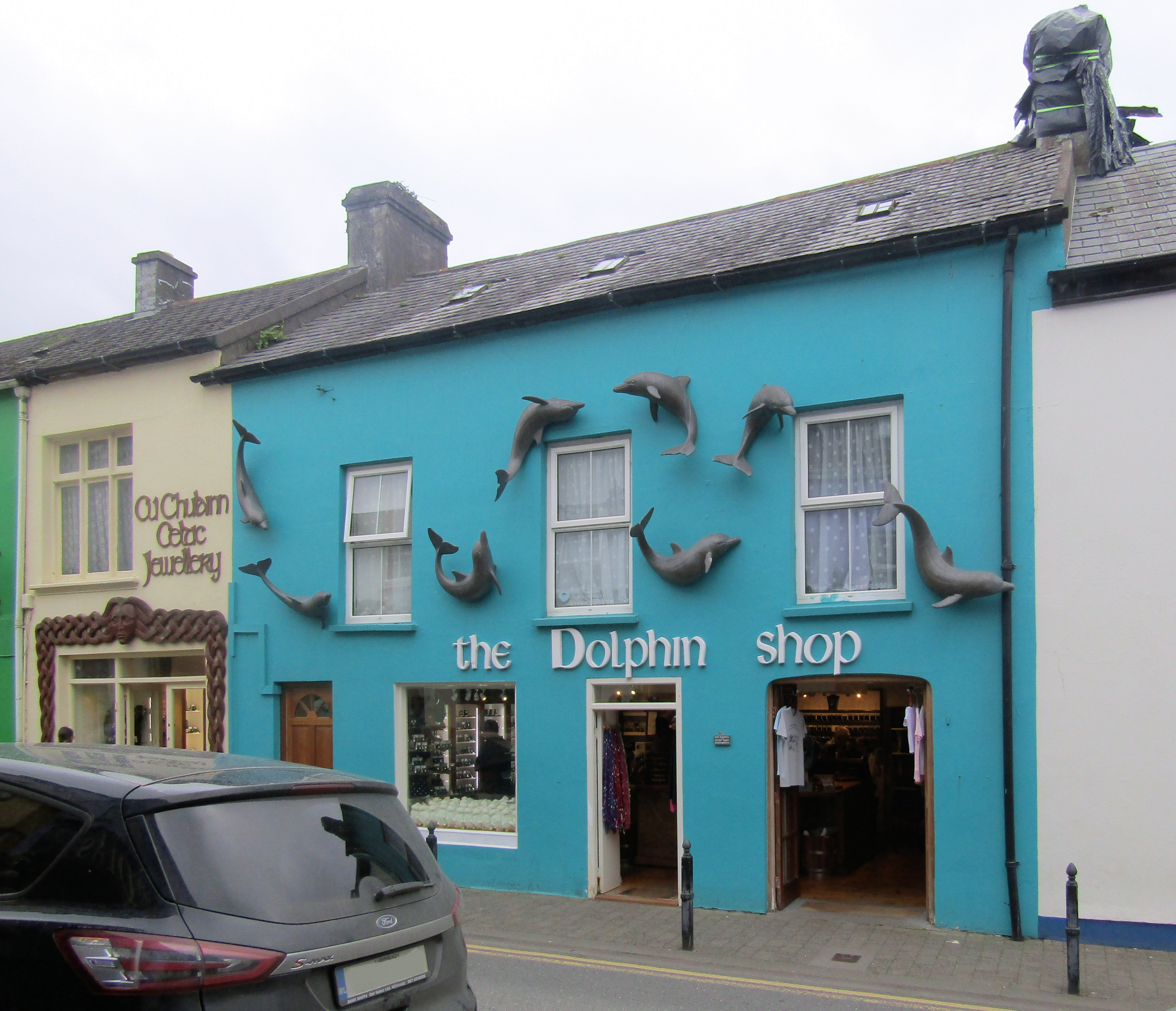
„Dolphin“ shop

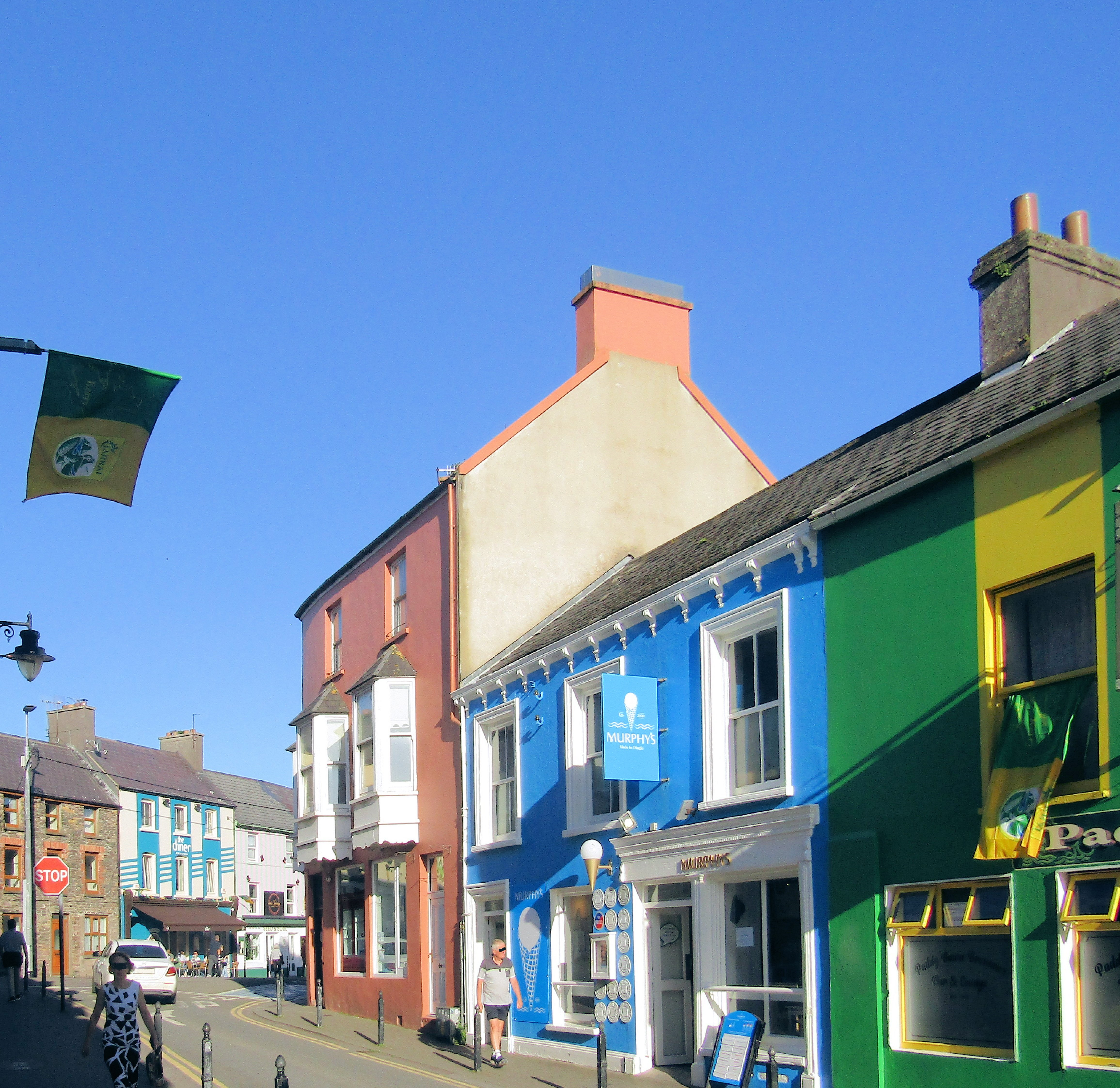
Shops in der Strand Street

Wegen der landschaftlichen Vorzüge ist die Wirtschaft vom Tourismus geprägt. Dingle befindet sich etwa 30 km westlich von Tralee und ist von dort aus mit Bus oder Auto bequem in rund 45 Minuten Fahrtzeit erreichbar. Der Westen der Halbinsel ist ein Gaeltacht-Gebiet, viele Einwohner sprechen Irisch – eine gälische bzw. keltische Sprache.
Zahlreiche Pubs, Sea-Food-Restaurants und Craft-Shops bieten Vieles an Traditionellem und Touristischem. Besonders Dick Mack's ist weltweit bekannt und bei den Touristen beliebt, ist das Lokal doch sowohl Pub als auch Schusterwerkstatt, wodurch sich Kneipenluft mit Ledergeruch verbindet. Zu beachten ist jedoch vor allem die enorme Dichte an archäologischen Sehenswürdigkeiten auf der Dingle-Halbinsel. Die Halbinsel ist und war auch Heimat vieler, vor allem irischsprachiger Dichter und Schriftsteller.
Als Tagesausflüge bieten sich Touren in die nähere Umgebung an. Sehenswert sind unter anderem der Connor Pass (der höchste Pass Irlands) und Slea Head, eine steil abfallende Klippe im Westen der Halbinsel. Ebenfalls im Westen der Halbinsel liegt der westlichste Ort Irlands – Dún Chaoin. Von Dún Chaoin aus lohnt sich auch die Überfahrt mit einem Fischerboot zur Insel Great Blasket.
Der berühmteste „Einheimische“ Dingles war ein Delfin, genauer ein Großer Tümmler, der „Fungie“ genannt wurde. Ab 1983 hatte er die Bucht von Dingle zu seiner Heimat erklärt und wurde eine der touristischen Hauptattraktionen. Zahlreiche Fischer boten Ausflüge zu „Fungie“ an. Seit dem 13. Oktober 2020 ist der Tümmler nicht mehr gesehen worden und aufgrund seines artbezogen hohen Alters (geschätzt mehr als 40 Jahre) vermutlich tot.

## Partnerstadt
Dingle unterhält eine Städtepartnerschaft mit Santa Barbara in Kalifornien.

## Persönlichkeiten
- John McDonald (1837–1917), US-amerikanischer Politiker
- Michael Joseph Keyes (1876–1959), Bischof von Savannah
- Mícheál Ó Muircheartaigh (1930–2024), irischer Gaelic-Games-Kommentator[11]
- Michael Begley (1932–2012), Politiker
- Josie Knight (* 1997), Radsportlerin
- Jon-Hermann Hegg (* 1999), norwegischer Sportschütze

## Filmkulisse
Bevor die Touristen begannen, Dingle für sich zu entdecken, erlebte der kleine Ort seinen ersten wirtschaftlichen Aufschwung, als sich Ende der 1960er-Jahre hier über Monate der gesamte Stab des Films Ryans Tochter (Originaltitel: Ryan’s Daughter, 1970) aufhielt. Das Filmepos wurde zwar an verschiedenen Lokationen der gesamten irischen Westküste gedreht, doch zu ihrem Hauptquartier hatten die Filmemacher die pittoreske Ortschaft Dingle auserkoren. Noch heute zehrt die Stadt von dem Ruhm; vor allem beim Internationalen Dingle Film Festival, das Filme der irischen Avantgarde, irischsprachige Werke und internationale Kunstfilme präsentiert.
Auch Ron Howard entdeckte 1992 für seinen Film In einem fernen Land mit Tom Cruise und Nicole Kidman die Halbinsel. Der Beginn des Films wurde hier und auf den Blaskets gedreht.